# Jitka Vojtilová
Jitka Vojtilová (* 28. září 1962) je česká politička, počátkem 21. století poslankyně Parlamentu ČR za Liberecký kraj a členka ČSSD.

## Profese
Před zvolením do PSP ČR pracovala ve státním podniku Diamo ve Stráži pod Ralskem jako vedoucí oddělení daní, do tohoto zaměstnání se vrátila po neúspěšné obhajobě mandátu v roce 2006.

## Politická kariéra
Ve volbách v roce 2002 byla zvolena do poslanecké sněmovny za ČSSD (volební obvod Liberecký kraj). Byla členkou sněmovního výboru pro sociální politiku a zdravotnictví a petičního výboru. Ve sněmovně setrvala do voleb v roce 2006. V nich obhajovala svůj mandát, ale nebyla zvolena, protože kandidovala na 3. místě kandidátní listiny ČSSD v kraji a díky preferenčním hlasům ji překonal bývalý skokan na lyžích Pavel Ploc. Do sněmovny ovšem usedla dodatečně v červenci 2009, kdy po volbách do Evropského parlamentu nahradila ve sněmovně spolu s Petrem Hájkem nové europoslance Roberta Duška a Zuzanu Brzobohatou. Angažovala se kontrolním výboru sněmovny. V parlamentu setrvala do voleb v roce 2010 V nich svůj mandát neobhajovala.
V komunálních volbách roku 1994, komunálních volbách roku 1998, komunálních volbách roku 2006 a komunálních volbách roku 2010 kandidovala neúspěšně do zastupitelstva obce Hamr na Jezeře, přičemž do voleb roku 1994 šla jako bezpartijní za Nezávislé kandidáty, v následných volbách jako členka ČSSD. Profesně se k roku 1998 uvádí jako technická pracovnice, k roku 2006 a 2010 coby daňová specialistka.